# Zahnfarbe

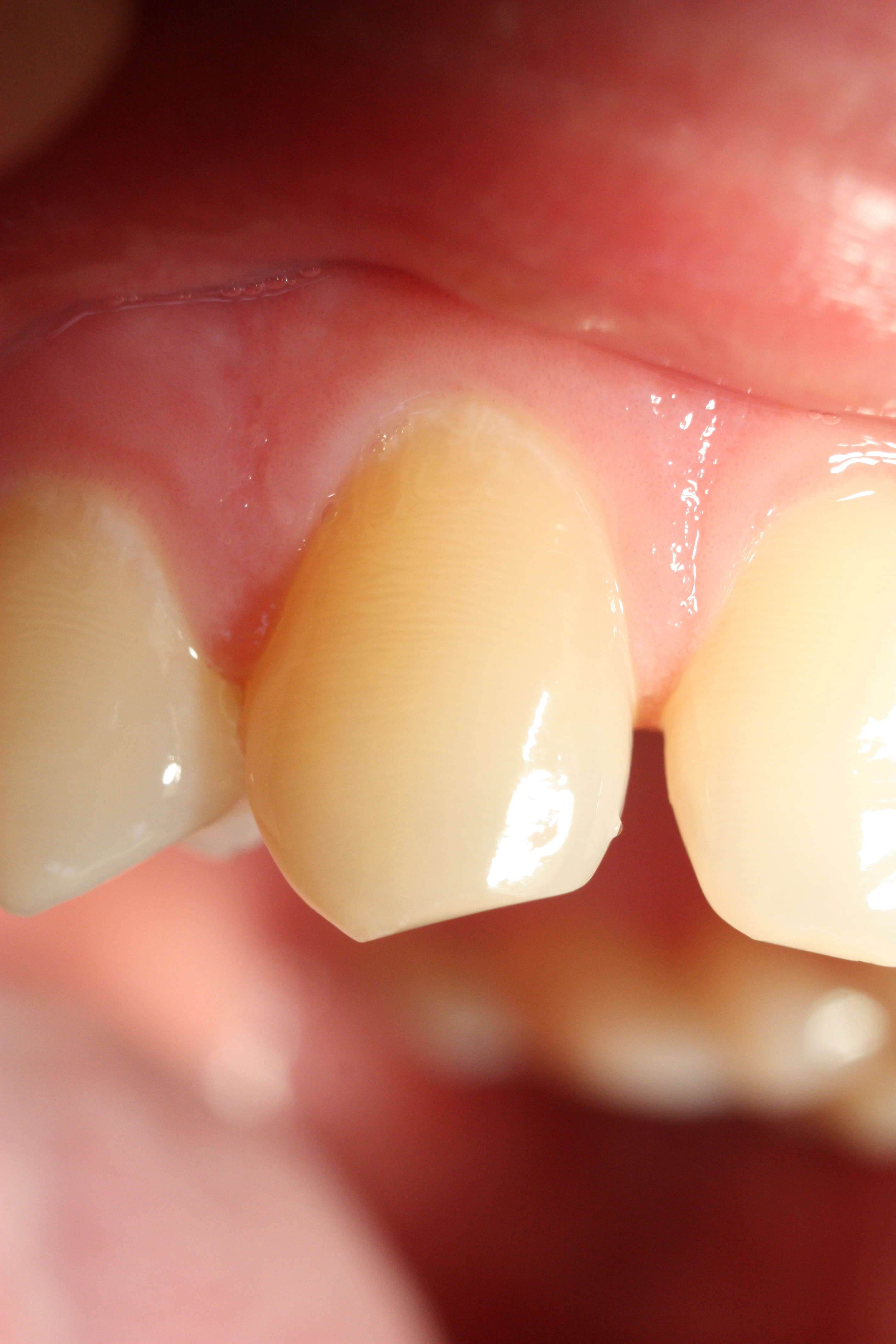
Oberer rechter Eckzahn/ Zahn13

Die Zahnfarbe entsteht durch Absorption, Transmission (Durchgang), Reflexion und Remission des Lichts.

## Farbgrundlagen
Maßgeblich wird die dentale Farbe durch das Dentin bestimmt, welches durch den relativ farblosen und transparenten Zahnschmelz hindurchschimmert. Die Dicke jener Schmelzschicht ist verantwortlich für die Schwächung der Intensität der Dentinfarbe. Eine Aufhellung fällt inzisal (Schneidkante) und approximal (seitlich) aufgrund fehlender Dentinunterlagerung auf.

## Farbauswahl

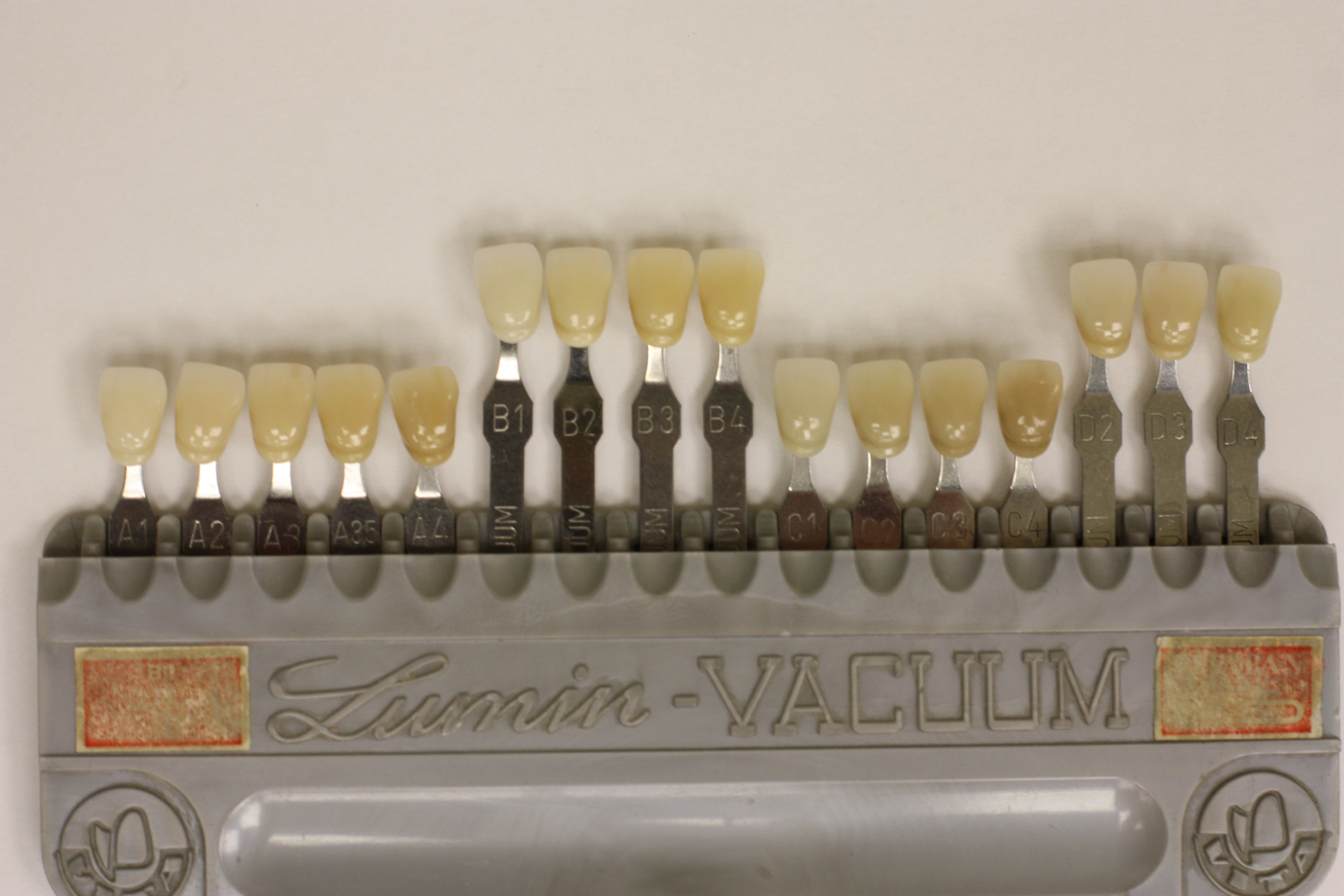
Farbmusterskala für prothetische Rekonstruktionen

Für den Zahnarzt ist die Auswahl der richtigen Farbe für Kronen und Verblendungen schwierig. Es wird sowohl auf materialseitige, interindividuelle und intraindividuelle Unterschiede zwischen gleichbezeichneten Zahnfarbproben hingewiesen. Am Ende soll im Zuge der Zahnfarbbestimmung die ausgewählte Farbprobe mit dem natürlichen Zahn bzw. Restgebiss eine möglichst große Übereinstimmungen besitzen.

## Farbbestimmung
Jedoch wirken sich in recht komplexer Weise viele Faktoren auf die Entstehung der Zahnfarbe aus. Dies hat Einfluss sowohl auf die Qualität des Ergebnisses der konventionellen, subjektiv-visuellen Zahnfarbbestimmung als auch auf die objektivierte Zahnfarbmessung. Die systematische Erkundung des komplexen Zusammenwirkens diverser Einflussfaktoren, Effekte und Phänomene auf die dentale Farbentstehung, auf die Ergebnisse konventioneller und moderner Zahnfarbbestimmungsmethoden ist derzeit Grundlage intensiver wissenschaftlicher Forschungen und Publikationen. Im Zentrum dieser wissenschaftlichen Studien steht das Verstehen des Wesens der Zahnfarbe und naturwissenschaftlicher Phänomene, um letztendlich ein fundiertes farbästhetisches Resultat zu erhalten und neuartige Methoden zu erproben.

## Grenzen der Farbbestimmung
Die zahntechnischen Werkstoffe sind nicht in der Lage, die Zahnfarbe bei allen erdenklichen Situationen natürlich und identisch erscheinen zu lassen. In zahnärztlicher Definition wird deshalb ein Mittelwert gesucht. Die Farbauswahl soll bei einem (theoretischen) Tageslicht erfolgen, das als das Licht definiert ist, das „am 15. September um 12 Uhr mittags bei bedecktem Himmel“ herrscht. Daraus folgt, dass bei direkter Sonnenstrahlung, im Scheinwerferlicht, bei künstlicher Beleuchtung oder unterschiedlichen Helligkeitsgraden tags und nachts Farbabweichungen durch den unterschiedlichen Lichteinfall resultieren. Der Lumineffekt bezeichnet die optische Wechselwirkung des Zahnes bei Tageslicht (gelblich) sowie bei Kunstlicht (rötlich). Bei künstlichen Zähnen von Prothesen wird der Lumineffekt durch Zugabe lumineszierender Substanzen simuliert. Davon wird der Begriff der industriegefertigten Luminzähne abgeleitet. Deren lumineszierender Effekt kann jedoch Zähne beispielsweise unter Diskobeleuchtung unerwünscht leuchten lassen. Farbabweichungen zu den eigenen natürlichen Zähnen werden insbesondere bei einzelnen ersetzten Frontzähnen (Schneidezähne) sichtbar.

## Zahnverfärbungen
Äußere Verfärbungen der Zähne werden durch Verfärbungen der Zahnbeläge (Plaque, Zahnstein) durch Farbstoffe aus Nahrungs- und Genussmitteln, Getränken (darunter Fruchtsäfte, Kaffee, Schwarztee, Rotwein) und Tabakrauch verursacht. Sie sind durch Zahnreinigung gut zu entfernen. Innere Zahnverfärbungen entstehen durch das Eindringen von färbenden Stoffen.
Zu den weiteren Ursachen zählen unter anderem Medikamente, insbesondere während der Odontogenese.